# Венде, Даниэль
Даниэль Венде (нем. Daniel Wende; род. 24 июля 1984 года в Эссене, Германия) — немецкий фигурист выступающий в парном катании. Неоднократный призёр чемпионатов Германии с разными партнёршами. Двукратный чемпион Германии и победитель турнира «Мемориал Ондрея Непелы» 2009 года в паре с Майлин Хауш. По состоянию на июнь 2011 года пара занимает 7-е место в рейтинге Международного союза конькобежцев (ИСУ).

## Карьера
Первой партнёршей Даниэля Венде была Ребекка Хандке. Они представляли спортивный клуб «SC Moehnesee», а тренировались у Юлии Гнилозубовой. Начиная с 2004 года тренировались у Кнута Шуберта. Пара два раза выигрывала чемпионаты Германии среди юниоров и дважды становилась серебряными призёрами взрослых национальных первенств. Самым высоким результатом их стало 6-5 место на чемпионате Европы в 2005 году. Дуэт распался после сезона 2006—2007.
В сезоне 2007—2008 Даниэль выступал в паре с российской фигуристкой Екатериной Васильевой. Они стали бронзовыми призёрами чемпионата Германии 2008 года, однако, немецкий Союз конькобежцев не стал посылать их на чемпионат Европы, поскольку счел результат, показанный ими, недостаточно хорошим. После этого Васильева вернулась в Россию, а Венде встал в пару с новой партнёршей — Майлин Хауш (с 2013 они состоят в браке). С ней они сразу завоевали серебро на национальном чемпионате 2009 года, вошли в первую десятку на чемпионате Европы и стали 15-ми в мире.
Немецкий союз конькобежцев, для отбора на Олимпийские игры-2010, установил следующую систему: спортсмены должны были набрать определённую сумму баллов на одних из первых трёх международных соревнованиях сезона в которых они участвовали. Для парного катания норматив составил 138 баллов. Хауш и Венде набрали 141.96 балла на турнире «Nebelhorn Trophy 2009» (7-е место) и, таким образом, вошли сборную команду на Олимпийские игры-2010 в Ванкувере.
Позже, в отсутствие лидеров немецкой сборной Алёны Савченко и Робина Шолковы, впервые в карьере, стали чемпионами Германии.
По завершении спортивной карьеры начал работать тренером.

## Программы
(с М. Хауш)
| Сезон     | Короткая программа                                                                                           | Произвольная программа                            | Показательные выступления          |
| --------- | --- | ------------------------------------------------- | ---------------------------------- |
| 2009—2010 | «Black Machine» из саундтрека к фильму «Танцуй со мной» Майкл Конвертино, «Move to the Big Band» Бен Либранд | Саундтрек к фильму «Александр» Вангелис           |                                    |
| 2010—2011 | El Tango de Roxanne (саундтрек к фильму «Мулен Руж!») в аранжировке The Police                               | «Принц Персии» Гарри Грегсон-Уильямс              | Кавер-версия «Symphony» Silbermond |
| 2011—2012 | Music (is My First Love) Джон Майлз                                                                          | Саундтрек к фильму «Храбрые перцем» Стив Яблонски |                                    |

## Спортивные достижения
(с М. Хауш)
| Соревнования                 | 2008—2009 | 2009—2010 | 2010—2011 | 2011—2012 | 2013—2014 |
| ---------------------------- | --------- | --------- | --------- | --------- | --------- |
| Зимние Олимпийские игры      |           | 17        |           |           | 13        |
| Чемпионаты мира              | 15        | 14        | 12        | 13        | 13        |
| Чемпионаты Европы            | 8         | 9         | 6         | 7         | 6         |
| Чемпионаты Германии          | 2         | 1         | WD        | 1         | 2         |
| Skate America                |           |           |           | 8         |           |
| NHK Trophy                   |           |           | 7         |           |           |
| Trophée Eric Bompard         |           |           | 3         |           |           |
| Ice Challenge                |           | 4         | 1         |           |           |
| Nebelhorn Trophy             |           | 7         | 5         | 4         | 2         |
| Coupe Internationale de Nice |           |           |           |           | 3         |
| Мемориал Ондрея Непелы       |           | 1         |           |           |           |
| Bavarian Open Figure Skating |           |           | 1         |           |           |

(с Е. Васильевой)
| Соревнования        | 2007—2008 |
| ------------------- | --------- |
| Чемпионаты Германии | 3         |

(с Р. Хандке)
| Соревнования                        | 2001—2002 | 2002—2003 | 2003—2004 | 2004—2005 | 2005—2006 | 2006—2007 |
| ----------------------------------- | --------- | --------- | --------- | --------- | --------- | --------- |
| Чемпионаты Европы                   |           | 13        | 10        | 6         | 8         | 12        |
| Чемпионаты мира среди юниоров       |           |           | 11        | WD        |           |           |
| Чемпионаты Германии                 | 1N.       | 1J.       | 1J.       | 2         | 2         |           |
| Skate America                       |           |           |           |           | 7         |           |
| Trophee Eric Bompard                |           |           |           |           | 8         |           |
| Bofrost Cup on Ice                  |           |           | 4         | 3         |           |           |
| Nebelhorn Trophy                    |           |           |           |           | 7         |           |
| Этапы юниорского Гран-при, Сербия   |           |           |           | 8         |           |           |
| Этапы юниорского Гран-при, Польша   |           |           | 7         |           |           |           |
| Этапы юниорского Гран-при, Хорватия |           |           | 7         |           |           |           |
| Этапы юниорского Гран-при, Германи  |           | 8         |           |           |           |           |

- N = уровень «новички»; J = юниорский уровень; WD = снялись с соревнований